# Silvio Narizzano
Silvio Narizzano (ur. 8 lutego 1927 w Montrealu, zm. 26 lipca 2011 w Londynie) – kanadyjski reżyser filmowy i telewizyjny. Przez większość życia mieszkał i pracował w Wielkiej Brytanii.

## Wybrana filmografia
- 1990–1993: Alleyn Mysteries
- 1984: Noc w bibliotece (Miss Marple: The Body in the Library)
- 1981: Wybór (Choices)
- 1980: Staying On
- 1978: Klasa panny MacMichael (The Class of Miss MacMichael)
- 1977: Wróć, mała Shebo (Come Back, Little Sheba)
- 1977: Nie strzelać do nauczyciela (Why Shoot the Teacher?)
- 1975: Las flores del vicio
- 1970: Loot
- 1966: Georgy Girl
- 1965: Fanatyk (Fanatic)